# Сльози сонця
«Сльо́зи со́нця» (англ. «Tears of the Sun») — американський кримінальний бойовик режисера Антуана Фукуа, що вийшов 2003 року. У головних ролях Брюс Вілліс, Моніка Беллуччі.
Вперше фільм продемонстрували 3 березня 2003 року у США. В Україні у кінопрокаті фільм не демонструвався.

## Сюжет
В Нігерії відбувається військовий переворот, у результаті якого до влади приходить генерал Якубу. В країні починаються етнічні чистки. Знищуються всі, хто не підтримує нову владу та сповідує іншу віру. Законного президента та його родину жорстоко вбивають. Громадянам інших країн знаходитися в Нігерії стає небезпечно. Саме тому лейтенант Волтерс та його люди отримують завдання евакуювати доктора Ліну Кендрікс. Разом з нею потрібно вивезти ще двох черниць та священника, оскільки їм загрожує смерть. Згідно плану людям Волтерса потрібно доправити чотирьох цивільних до точки евакуації, де їх має забрати гелікоптер. У випадку форс-мажору потрібно буде самостійно прямувати в Камерун.
Разом з лейтенантом Волтерсом виконувати завдання відправляються підривник "Ред", снайпер "Блоха", медик "Док", розвідник Лейк та штурмовики "Зі", "Сло" і "Сілк". Вони дістаються до місії Святого Михаїла, де доктор Кендрікс, черниці та священник допомагають важкопораненим жителям Нігерії та їх сім'ям, які тікають від військ Якубу. Проте Ліна відмовляється залишати своїх підопічних, розуміючи, що на них невдовзі чекає. Вона ставить ультиматум Волтерсу і той погоджується забрати всіх тих, хто може рухатися. При цьому люди лейтенанта не розуміють дій свого командира.
Коли Волтерс і вся група опиняється в точці евакуації, то лейтенант силою змушує Ліну піднятися на борт гелікоптера, а всіх її підопічних він просто лишає посеред джунглів.
Пролітаючи повз місію Святого Михаїла, Волтерс бачить жахливу картину: солдати генерала Якубу вбили всіх, хто там лишився, не шкодуючи важкопоранених, жінок та дітей. В цю мить лейтенант приймає рішення розвернути гелікоптери, щоб повернутися. Він вирішує евакуювати повітрям дітей, а з рештою підопічних доктора Ліни прямувати до Камеруну.
Тим часом по сліду групи йде загін бійців генерала Якубу, ніби переслідуючи якусь важливу персону серед біженців...

## Творці фільму

### Знімальна група
Кінорежисер — Антуан Фукуа, сценаристами були Алекс Ласкер і Патрік Чіріло, кінопродюсерами — Ян Брайс, Майк Лобелл і Арнольд Ріфкін, виконавчий продюсер — Джо Рот. Композитори: Ліза Джерард і Ганс Ціммер, кінооператор — Мауро Фіоре, кіномонтаж: Конрад Бафф IV і Крістофер Голмс. Підбір акторів — Мері Верно, художник-постановник — Девід Лазан, художник по костюмах — Марлен Стюарт.
| Актор             | Роль                                                                                    |
| ----------------- | --------------------------------------------------------------------------------------- |
| Брюс Вілліс       | лейтенант, командир групи, стрілець Ей. Кей. Волтерс англ. A.K. Waters                  |
| Моніка Беллуччі   | доктор Ліна Фіоре Кендрікс англ. Lena Fiore Kendricks                                   |
| Коул Гаузер       | член команди Волтерса, підривник Джеймс «Ред» Еткінс англ. James "Red" Atkins           |
| Том Скерріт       | капітан, командир Волтерса Білл Родос англ. Bill Rhodes                                 |
| Імон Вокер        | член команди Волтерса, штурмовик Елліс «Зі» Петтіґр'ю англ. Ellis "Zee" Pettigrew       |
| Джонні Месснер    | член команди Волтерса, старший розвідник, стрілець Келлі Лейк англ. Kelly Lake          |
| Фіоннула Фленаґан | сестра Грейс англ. Sister Grace                                                         |
| Нік Чінланд       | член команди Волтерса Майкл «Сло» Словенськи англ. Michael "Slo" Slowenski              |
| Чарльз Інгрем     | член команди Волтерса Деметріус «Сілк» Овенс англ. Demetrius "Silk" Owens               |
| Пол Френсіс       | член команди Волтерса, медик Денні «Док» Келлі англ. Danny "Doc" Kelley                 |
| Чед Сміт          | член команди Волтерса, снайпер/марксмен Джейсон «Блоха» Мейбрі англ. Jason "Flea" Mabry |

## Сприйняття

### Критика
Фільм отримав змішані відгуки: Rotten Tomatoes дав оцінку 33 % на основі 150 відгуків від критиків (середня оцінка 4,9/10). Загалом на сайті фільми має негативний рейтинг, фільму зарахований «гнилий помідор» від кінокритиків, Internet Movie Database — 6,6/10 (79 320 голосів), Metacritic — 48/100 (36 відгуків критиків) і 6,7/10 від глядачів (57 голосів). Загалом на цьому ресурсі від критиків фільм отримав змішані відгуки, а від глядачів — позитивні.

### Касові збори
Під час показу у США, що розпочався 7 березня 2003 року, протягом першого тижня фільм показали у 2,973 кінотеатрах і він зібрав 17,057,213 $, що на той час дозволило йому зайняти 2 місце серед усіх прем'єр. За час показу фільм зібрав у прокаті у США 43,734,876  доларів США (за іншими даними 43,632,458 $), а у решті світу 42,733,286 $ (за іншими даними 42,000,000 $), тобто загалом 86,468,162 $ (за іншими даними 85,632,458 $) при бюджеті 75 млн $ (за іншими даними 70 млн $).

### Нагороди і номінації[10]
| Рік  | Нагорода           | Категорія                            | Номінант        | Результат |
| ---- | ------------------ | ------------------------------------ | --------------- | --------- |
| 2003 | Teen Choice Awards | Вибір прориву зірки у фільмі — жінка | Моніка Беллуччі | Номінація |
| 2004 | Black Reel Awards  | Фільм: Найкращий режисер             | Антуан Фукуа    | Номінація |

### Виноски
1. 1 2 3  Tears of the Sun: Release Info (англ.). Internet Movie Database. Процитовано 8 жовтня 2014.
2. 1 2 3  Tears of the Sun (англ.). Internet Movie Database. Процитовано 9 жовтня 2014.
3. 1 2 3 4 5 6  Tears of the Sun (англ.). The Numbers. Процитовано 8 жовтня 2014.
4. 1 2 3 4 5  Tears of the Sun (англ.). Box Office Mojo. Процитовано 8 жовтня 2014.
5. ↑  Tears of the Sun (англ.). Allmovie. Процитовано 8 жовтня 2014.
6. ↑  Слезы солнца. Премьеры (рос.). КиноПоиск. Процитовано 8 жовтня 2014.
7. ↑  Tears of the Sun: Full Cast & Crew (англ.). Internet Movie Database. Процитовано 8 жовтня 2014.
8. ↑  Tears of the Sun (англ.). Rotten Tomatoes. Процитовано 8 жовтня 2014.
9. ↑  Tears of the Sun (англ.). Metacritic. Процитовано 8 жовтня 2014.
10. ↑  Tears of the Sun: Awards (англ.). Internet Movie Database. Процитовано 8 жовтня 2014.